# Michel Sénéchal
Michel Sénéchal (Parigi, 11 febbraio 1927 – Eaubonne, 1º aprile 2018) è stato un tenore francese.

## Biografia
Dopo gli studi al Conservatoire de Paris nel 1952 è il diavolo in Angélique di Jacques Ibert diretto da Otto Ackermann al Teatro Verdi (Trieste) e Gontran de Boismassif in Une education manquée di Emmanuel Chabrier diretto da Ackermann al Teatro Carlo Felice di Genova.
Nel 1953 è Gonzalve in L'Heure espagnole, Gontran de Boismassif in Une education manquée ed il diavolo in Angélique diretto da Ackermann al Teatro Nuovo di Torino e debutta al Festival di Salisburgo con il Requiem (Mozart) seguito da Jesus in Cristo sul Monte degli Ulivi (Beethoven).
Nel 1955 a Salisburgo canta nella Messa dell'incoronazione ed è Gritzko ne La fiera di Soročincy (opera) e L'Italiano in Angélique a Ginevra.
Ancora a Ginevra nel 1956 è Gaspard in Amahl and the Night Visitors di Gian Carlo Menotti e nel 1957 Almaviva ne Il barbiere di Siviglia (Rossini).
Nel 1958 è Odoardo in Don Procopio di Georges Bizet a Strasburgo ed a Ginevra nel 1959 Ferrando in Così fan tutte con Teresa Stich-Randall.
Nel 1963 è récitant in Les béatitudes di César Franck diretto da Serge Baudo al Teatro Comunale di Bologna ed Alwa in Lulu (opera) all'Opéra municipal de Marseille.
Nel 1964 è Hippolyte in Hippolyte et Aricie (Rameau) al Théâtre du Marais di Parigi e nel 1965 Prologue/narrateur/Peter Quint ne Il giro di vite (opera) a Marsiglia, il comte Belfiore ne La finta giardiniera (Mozart) ed Oberon in Sogno di una notte di mezza estate (opera) con Jane Berbié a Strasburgo, Gonzalve ne L'Heure espagnole a Ginevra e nel debutto al Glyndebourne Festival Opera con John Pritchard (direttore d'orchestra) e la London Philharmonic Orchestra trasmesso dalla televisione.
Nel 1967 è Lord Barrat in Der junge Lord di Hans Werner Henze a Strasburgo e Camille de Coutanson ne La vedova allegra (operetta) con la Stich-Randall a Ginevra. 
Nel 1968 è fou in Curlew River di Benjamin Britten ed ânier in Die Kluge a Mulhouse e nel 1969 Platée diretto da Baudo a Ginevra.
Nel 1970 è théière/arithmétique/rainette/petit vieillard in L'Enfant et les sortilèges diretto da Georges Prêtre con Mady Mesplé, la Berbié e Renato Capecchi al Teatro Comunale di Firenze e nel 1971 al Grand Théâtre de Monte Carlo diretto da Igor Markevich Don Ottavio in Don Giovanni (opera) con la Berbié e Pluton/Aristée in Orphée aux Enfers ed a Firenze brahmane in Padmâvatî diretto da Prêtre.
Nel 1972 a Salisburgo è Don Basilio ne Le nozze di Figaro diretto da Herbert von Karajan con Edith Mathis, Teresa Berganza, Tom Krause, Walter Berry, Paolo Montarsolo ed i Wiener Philharmoniker.
Nel 1973 a Strasburgo è Don Jerome in Matrimonio al convento di Sergei Prokofiev ed all'Opéra national de Paris Don Basilio ne Le nozze di Figaro con Margaret Price, Lucia Popp, Krause, la Berbié e la Berganza.
Nel 1974 è Aménophis in Moïse et Pharaon con Robert Massard per la radio francese e Rodriguez in Don Quichotte di Jules Massenet diretto da Prêtre con Nicolai Ghiaurov, Spoletta in Tosca (opera) diretto da Charles Mackerras con Carlo Cossutta e Capecchi, Guillot de Morfontaine in Manon (Massenet) diretto da Baudo con Ileana Cotrubaș e Frantz in Les contes d'Hoffmann diretto da Prêtre con Nicolai Gedda, Krause e Régine Crespin a Parigi.

## Discografia parziale
- Bizet, Carmen - Solti/Troyanos/Domingo/Van Dam, 1986 Decca
- Bizet: Ivan IV (1957) - Pierre Savignol/Michel Sénéchal/Henri Legay/Michel Roux/Janine Micheau/Louis Noguera/French RTF National Orchestra/Georges Tzipine, Classical
- Ciaikovsky, Eugene Onegin - Levine/Allen/Freni/Otter, 1989 Deutsche Grammophon
- Ciaikovsky, Eugene Onegin - Solti/Ghiaurov/Kubiak/Weikl, 1974 Decca
- Mozart: Die Entführung aus dem Serail (1954) - Teresa Stich-Randall/Nicolai Gedda/Carmen Prietto/Michel Sénéchal/Raffaele Arié/Orchestre de la Sociètè du Conservatoire/Hans Rosbaud, Classical
- Offenbach, Racconti di Hoffmann - Ozawa/Domingo/Gruberova, 1990 Deutsche Grammophon
- Offenbach: Les Contes d'Hoffmann - André Cluytens/Choeurs Rene Duclos/Christiane Gayraud/Elisabeth Schwarzkopf/Gianna D'Angelo/Jeannine Collard/Michel Sénéchal/Nicolai Gedda/Orchestre de la Société des concerts du Conservatoire/Victoria de los Ángeles, 1965 EMI
- Offenbach: La Belle Hélène - Marc Minkowski/Choeur des Musiciens du Louvre/Les Musiciens Du Louvre-Grenoble/Felicity Lott/Michel Sénéchal/Théâtre du Châtelet, 2000 Erato/Warner
- Puccini, Bohème - Karajan/Freni/Pavarotti/Maffeo, 1972 Decca
- Puccini, Madama Butterfly - Karajan/Freni/Pavarotti/Ludwig, 1974 Decca
- Puccini, Tosca - Rescigno/Freni/Pavarotti/Allan, 1979 Decca
- Puccini: Turandot - Alain Lombard/José Carreras/Montserrat Caballé, 1978 EMI/Warner
- Rameau: Platée - Orchestre de la Société des concerts du Conservatoire/Hans Rosbaud/Nicolai Gedda/Michel Sénéchal, 1961 BNF
- Ravel, Enfant et les sor./L'heure espagnole - Maazel/BPO, 1997 Deutsche Grammophon
- Wagner, Maestri cantori di Norimberga - Solti/Bailey/Kollo/Moll/Kraus, 1975 Decca

## DVD parziale
- Ciaikovsky, Eugene Onegin - Solti/Ghiaurov/Kubiak/Weikl, 1974 Decca
- Dvorak: Rusalka (Paris National Opera, 2002) - Renée Fleming/Michel Sénéchal/James Conlon, Arthaus Musik/Naxos
- Massenet: Manon (Paris National Opera, 2001) - Renée Fleming/Marcelo Álvarez/Michel Sénéchal, Arthaus Musik/Naxos
- Offenbach: La belle Helene (Chatelet, 2000) - Felicity Lott/Michel Sénéchal/Marc Minkowski, Arthaus Musik/Naxos
- Offenbach: Les Contes D'Hoffmann (Paris National Opera, 2002) - Neil Shicoff/Bryn Terfel/Desirée Rancatore/Michel Sénéchal, Arthaus Musik/Naxos
- Puccini, Madama Butterfly - Karajan/Freni/Domingo/Ludwig, regia Jean-Pierre Ponnelle, 1974 Decca
- Puccini: La bohème (film 1988)
- Verdi, Otello - Karajan/Vickers/Freni/Glossop, 1974 Deutsche Grammophon